# Buenaventura Sitjar
Buenaventura Sitjar (Porreras, Baleares, 9 de diciembre de 1739 - San Antonio, Texas, 3 de septiembre de 1808) fue un misionero franciscano español en California.

## Biografía
Fue ordenado en abril de 1758, e ingresó en el Colegio de San Fernando de México. En 1770 recibió la orden de ir a California, y llegó a San Diego el 21 de mayo de 1771. Ayudó a fundar la Misión de San Antonio de Padua y sirvió en la misma hasta su fallecimiento el 3 de septiembre de 1808. Durante ese tiempo, fueron bautizados 3400 indígenas. Habló con fluidez su lengua, un dialecto salinero llamado antoniaño, telamé o sextapay (después de su localización). Con la ayuda del padre Miguel Pieras, escribió un diccionario traduciendo la lengua al español. Aunque la lista de palabras no es tan larga como en el diccionario mutsun de la Misión de San Juan Bautista elaborado por Felipe Arroyo de la Cuesta (con 2884 palabras y frases), el de Sitjar ofrece la pronunciación y explicación de forma más completa. Este trabajo forma del séptimo volumen de la obra de John G. Shea, Library of American Linguistics (Nueva York, 1861), y fue publicado de manera separada con el título Vocabulary of the Language of the San Antonio Misiones (1863). También dejó un diario de una expedición de exploración a la que acompañó en 1795. En 1797 participó en la fundación de la Misión de San Miguel Arcángel. Su cuerpo fue enterrado en el santuario de la Misión de San Antonio.